# Şəmkirçay
Der Şəmkirçay ist ein rechter Nebenfluss der Kura in Aserbaidschan. Der Şəmkirçay hat eine Länge von 95 km. Er entwässert ein Areal von 1170 km². Der mittlere Abfluss beträgt 49 km oberhalb der Mündung 8,58 m³/s.
Der Fluss ist namensgebend für die Stadt Şəmkir und den im Mittel- und Unterlauf durchflossenen Verwaltungsbezirk Şəmkir.

## Verlauf
Der Şəmkirçay entspringt im Şahdağ-Gebirgszug im Nordosten des Kleinen Kaukasus. Er fließt anfangs in überwiegend nordöstlicher Richtung durch die Verwaltungsbezirke Gədəbəy und Şəmkir. Bei der Stadt Şəmkir verlässt der Fluss das Bergland und setzt seinen Kurs nach Norden durch die Ebene von Gandja-Gazakh fort. Schließlich mündet er in den von der Kura durchflossenen Şəmkir-Stausee. Ein Teil des Flusswassers wird zu Bewässerungszwecken abgeleitet.

## Geschichte
Im Vierten Russisch-Persischen Krieg schlugen am 3. Septemberjul. / 15. September 1826greg. die von General Valerian Grigorjewitsch Madatow geführten russischen Truppen am Şəmkirçay die zahlenmäßig weit überlegenen persischen Truppen in die Flucht und erzwangen den Übergang über den Fluss – eine der persischen Niederlagen, die schließlich zum Frieden von Turkmantschai führten.